# Мёринг, Вотан Вильке
Вотан Вильке Мёринг (нем. Wotan Wilke Möhring; 23 мая 1967, Детмольд, Северный Рейн-Вестфалия) — немецкий актёр кино и телевидения.

## Биография
Родился в семье армейского офицера и учительницы. После окончания школы служил десантником в Бундесвере. Получив квалификацию электрика, работал по специальности, был владельцем клуба, швейцаром, вратарём, некоторое время работал в модельном бизнесе.
Закончил берлинский Институт искусств, посещал актерские мастер-классы в Кёльне и Лос-Анджелесе, два года жил в Нью-Йорке.
Дебютировал в кино в 1997 году в фильме «Die Bubi-Scholz-Story». Снимается в кино и на телевидении, стал известен широкой публике благодаря своим участием в сериалах и фильмах. За свою карьеру участвовал в съёмках 126 кино- , телефильмов и сериалов.

## Избранная фильмография
- 2020 — Фрики: Ты один из нас — Марек
- 2020 — Слёборн: эпидемия на острове — Ричард Керн
- 2020 — Гипосомния
- 2018 — 25 км/ч — Хантель
- 2014 — Лучше, чем ничего — Карстен Расмус
- 2014 — Кто я — Стефан
- 2012 — Что творят немецкие мужчины — Пауль
- 2012 — Испытания — Маркус Фербер
- 2011 — Мужчины в большом городе 2
- 2011 — Горение — Ральф
- 2010 — Тишина — Тимо Фридрих
- 2010 — Генрих IV Наваррский — Генрих де Гиз
- 2009 — Пандорум — Отец
- 2009 — Душевная кухня — Томас Нойман
- 2008 — Операция «Валькирия» — Кольбе, фельдфебель
- 2008 — В твёрдой обложке — Доминик
- 2007 — Напротив — Михаэль Глейвитц
- 2007 — Короли видео — Хотте
- 2006 — Рецепт на убийство
- 2006 — Ничто, кроме призраков — Йонас
- 2006 — Боец поневоле
- 2005 — Почти рай
- 2005 — Поцелуй ведьмы
- 2005 — Золотые времена — Инго Шмитц
- 2005 — Антитела — Михаэль Мартенс
- 2004 — Пастушка
- 2003 — Похитители яиц
- 2003 — Анатомия 2 — Грегор
- 2002 — Надежда умирает последней — Йенс
- 2002 — Лето Ольги — Пауль
- 2001 — Эксперимент — Джо Майер Nr 69
- 2001 — Джульетта — Кастор
- 2000 — Отто — фильм-катастрофа — Брок
- 1999 — Гамбургский счет
- 1999 — Верняк — эпизод

Один из основателей музыкальных групп «Red Lotus» и «DAF DOS».

## Награды и номинации
- 2002: Номинация на премию немецкого телевидения за лучшую мужскую роль
- 2005: Премия фестиваля испанского кино в Малаге за лучшую мужскую роль .
- 2011: Приз кинофестиваля в Салониках за лучшую мужскую роль
- 2012: Премия немецкого телевидения Deutscher Fernsehpreis за лучшую мужскую роль
- 2013: Премия Grimme-Preis
- 2017: Премия Goldene Kamera как лучшему немецкому актёру